# Suliom

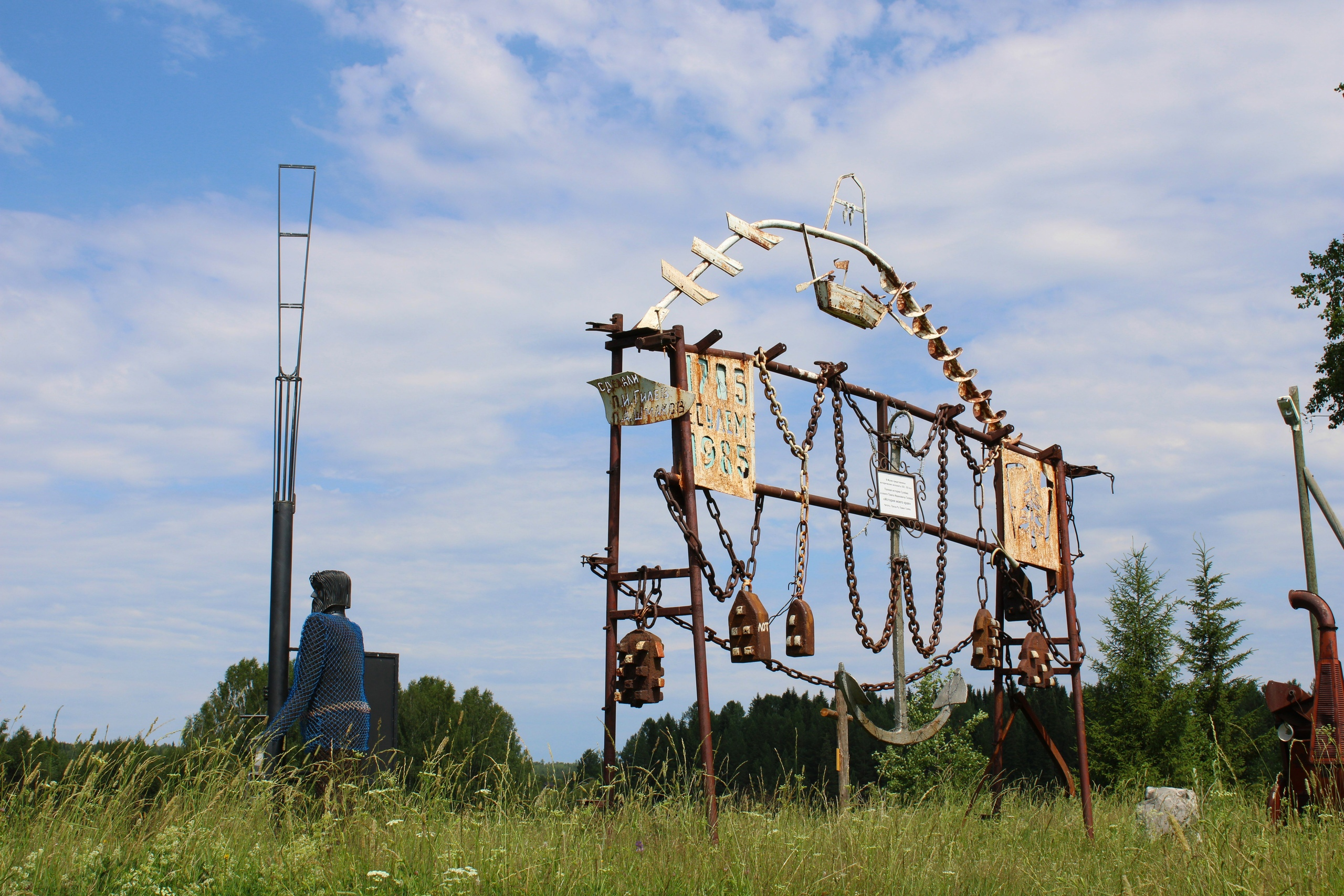
Imatge del poble.

Suliom (en rus: Сулём) és un poble de l'óblast de Sverdlovsk, a Rússia, segons el cens del 2010 tenia 68 habitants.